# Parco nazionale del Čikoj
Il parco nazionale del Čikoj (in russo Национальный парк «Чикой»?) è stato istituito ufficialmente nel 2014 in una regione di montagne e steppe al confine tra la Siberia centro-meridionale e la Mongolia. È situato nel rajon di Krasnyj Čikoj della regione amministrativa russa della Transbajkalia («Zabajkal'skij»), circa 375 km a sud-est del lago Bajkal. Scopo dell'istituzione del parco è stata la «preservazione del complesso naturale unico del corso superiore del fiume Čikoj». All'interno del parco il turismo e la pesca sportiva vengono incoraggiati, ma è vietata la caccia e la costruzione di strade.
Il parco si trova nella zona di transizione tra la taiga siberiana a nord e la steppa mongola a sud. L'area del parco, caratterizzata da foreste di pini, steppe di montagna e prati alpini, è situata nell'ecoregione della steppa boscosa della Dauria. Il parco è stato suddiviso in zone destinate alla protezione naturale e alle attività ricreative.